# Ingvar
Ingvar ou Yngvarr dit Ingvar-le-grand-voyageur, Ingvar le voyageur-en-pays-lointains,  Ingvar le Voyageur au Long Cours ou encore Ingvar le Lointain Voyageur, est un chef et explorateur varègue du XIe siècle. 
Au début des années 1040, il dirigea une expédition au Serkland (en) (« Pays des Sarrasins  ») et atteignit peut-être le golfe Persique où il trouva la mort. 
Cette expédition, évoquée dans la Saga d'Yngvarr le grand voyageur, est attestée par une trentaine de pierres runiques. 
L'aventure d'Ingvar marque la fin des entreprises scandinaves vers l'Orient. 